# Lutris
Lutris — менеджер видеоигр, с открытым исходным кодом, для операционных систем на базе Linux, разработан и поддерживается Матье Командоном и сообществом, размещен под лицензией GNU General Public License. Lutris обеспечивает установку игр «в один клик» на своем веб-сайте, а также интегрируется со Steam. Для облегчения запуска игр, Lutris применяет целый пакет дополнительных инструментов, таких как Wine и Proton, а также эмуляторов, которые можно запустить в приложении Lutris. Скрипты доступны для некоторых сложных для установки на Wine игр, таких как League of Legends. Игры, приобретенные в GOG и Humble Bundle, можно добавлять в Lutris. Lutris поддерживает более 20 эмуляторов, таких как: DOSbox, ScummVM, Atari 800, Snes9x, Dolphin, PCSX2 и PPSSPP.

## Принцип работы
Lutris состоит из так называемых «раннеров». Это сценарии, которые устанавливают и настраивают соответствующую используемую подсистему (например, Steam, GOG или Wine), чтобы затем можно было запустить игру. Эти раннеры предлагаются в виде структуры, подобной базе данных, и их можно запускать, просто щелкнув по ним. Соответствующий сценарий обрабатывается в фоновом режиме, который при необходимости сначала настраивает подсистему, а затем устанавливает саму игру. После этого в клиенте Lutris отображается ярлык, с помощью которого эту игру можно запустить. Раннеры созданы сообществом Lutris и постоянно адаптируются и улучшаются.
Статистические данные записываются в фоновом режиме и представляются пользователю. Таким образом, пользователь может видеть, как часто и как долго он играл в какую-либо игру. Это можно использовать для самоконтроля.

## Предыстория
Lutris был первоначально запущен Матье Командоном в конце 2009 года как «консервант для старых видеоигр». Он считает, что старые видеоигры являются частью истории и поэтому должны быть сохранены. Но недостаточно просто иметь файлы, необходимо создать среду, чтобы иметь возможность запускать и испытывать эти игры. Поскольку зачастую бывает сложно запустить старые игры непосредственно под более молодыми операционными системами, возникла необходимость создать для этого некую основу. Кроме того, необходимо убедиться, что эти игры будут работать и в будущем.